# Olympische Sommerspiele 1964/Teilnehmer (Liechtenstein)
| Gelbes Symbol für Goldmedaillen mit stilisierten Olympischen Ringen | Graues Symbol für Silbermedaillen mit stilisierten Olympischen Ringen | Braundes Symbol für Bronzemedaillen mit stilisierten Olympischen Ringen |
| ------------------------------------------------------------------- | --------------------------------------------------------------------- | ----------------------------------------------------------------------- |
| —                                                                   | —                                                                     | —                                                                       |

Liechtenstein nahm an den XVIII. Olympischen Sommerspielen 1964 in Tokio teil mit einer Delegation von 2 Athleten. Es war die fünfte Teilnahme des Landes bei Sommerspielen.

## Teilnehmer nach Sportarten

### Leichtathletik
- Alois Büchel, Zehnkampf
- Hugo Walser, 800-m-Lauf, 1500-m-Lauf